# Rivière Nepton (rivière de la Perdrix Blanche)
Pour les articles homonymes, voir Nepton et Rivière Nepton.
La rivière Nepton est un affluent de la rivière de la Perdrix Blanche, traversant le territoire non organisé de Rivière-Mistassini, dans la municipalité régionale de comté (MRC) de Maria-Chapdelaine, dans la région administrative du Saguenay–Lac-Saint-Jean, dans la Province de Québec, au Canada.
La foresterie constitue la principale activité économique du secteur ; les activités récréotouristiques, en second.
La vallée de la rivière Nepton est surtout desservie par la route forestière R0216 laquelle remonte la vallée de la rivière aux Rats et de la rivière de la Perdrix Blanche. Diverses routes forestières secondaires desservent le secteur, surtout pour les besoins de la foresterie et des activités récréotouristiques,,.
La surface de la rivière Nepton est habituellement gelée de la fin novembre au début avril, toutefois la circulation sécuritaire sur la glace se fait généralement de la mi-décembre à la fin mars.

## Géographie
Les bassins versants voisins de la rivière Nepton sont :
- côté nord : rivière de la Perdrix Blanche, rivière Catherine, lac de la Perdrix Blanche, rivière aux Rats ;
- côté est : rivière aux Rats, lac des Poissons Blancs, rivière Mistassibi ;
- côté sud : rivière de la Perdrix Blanche, rivière aux Rats, lac aux Rats, rivière de l'Écluse ;
- côté ouest : rivière de la Perdrix Blanche, rivière Samaqua, rivière Mistassini, lac du Foin.

La rivière Nepton prend sa source à l'embouchure du lac Nepton (longueur : 1,2 km ; altitude : 379 m). Cette embouchure est située à :
- 3,2 km au nord-est du cours de la rivière de la Perdrix Blanche ;
- 4,1 km au nord-est du lac Basile ;
- 5,5 km au sud-ouest d’une courbe de la rivière aux Rats ;
- 7,7 km au nord-ouest de la confluence de la rivière Nepton et de la rivière de la Perdrix Blanche ;
- 23,1 km au nord-ouest de la confluence de la rivière de la Perdrix Blanche et de la rivière aux Rats.

À partir de sa source, la rivière Nepton descend sur 22,9 km presqu’entièrement en zones forestières, avec un dénivelé de 57 m, selon les segments suivants :
- 8,8 km d’abord vers le sud-est en formant une petite boucle vers l’est en fin de segment, jusqu’à la décharge (venant de l’ouest) de quelques lacs ;
- 2,9 km vers le sud-est, jusqu’à un ruisseau (venant du nord) ;
- 3,5 km vers le sud-est en formant de petits serpentins jusqu’à la décharge (venant du nord) du lac Nicolas ;
- 7,7 km vers le sud en serpentant, jusqu'à son embouchure[3].

La confluence de la rivière Nepton et de la rivière de la Perdrix Blanche est située à :
- 7,7 km au nord-ouest de la confluence de la rivière de la Perdrix Blanche et de la rivière Nepton ;
- 9,3 km au nord-ouest du lac aux Rats ;
- 6,5 km à l’ouest du cours de la rivière aux Rats ;
- 11,0 km à l’ouest du cours de la rivière Mistassibi ;
- 17,0 km au nord-ouest d’une courbe de la rivière Samaqua ;
- 24,6 km au nord-ouest du cours de la rivière Mistassini ;
- 47,0 km au nord-ouest de la confluence de la rivière aux Rats et de la rivière Mistassini ;
- 66,3 km au nord-ouest de la confluence de la rivière Mistassini et du lac Saint-Jean.

À partir de l’embouchure de la rivière Nepton, le courant descend successivement le cours de la rivière de la Perdrix Blanche sur km vers le sud, le cours de la rivière aux Rats sur 46,0 km vers le sud, puis de la rivière Mistassini vers l’est, puis le Sud-Ouest, sur 24,6 km. À l’embouchure de cette dernière, le courant traverse le lac Saint-Jean sur 42,7 km vers l’est, puis emprunte le cours de la rivière Saguenay vers l’est sur 155 km jusqu'à la hauteur de Tadoussac où il conflue avec le fleuve Saint-Laurent.

## Toponymie
Le toponyme « rivière Nepton » a été officialisé le 5 décembre 1968 à la Banque des noms de lieux de la Commission de toponymie du Québec.